# Dalsinghsarai
Dalsinghsarai é um cidade no distrito de Samastipur , no estado indiano de Bihar.

## Demografia
Segundo o censo de 2001, Dalsinghsarai tinha uma população de 20.181 habitantes. Os indivíduos do sexo masculino constituem 53% da população e os do sexo feminino 47%. Dalsinghsarai tem uma taxa de literacia de 60%, superior à média nacional de 59,5%: a literacia no sexo masculino é de 69% e no sexo feminino é de 51%. Em Dalsinghsarai, 16% da população está abaixo dos 6 anos de idade.